# Gran Premio del Brasile 1997
Il Gran Premio del Brasile 1997 è stato un Gran Premio di Formula 1 disputato il 30 marzo 1997 sul Circuito di Interlagos. La gara è stata vinta da Jacques Villeneuve, alla guida di una Williams.

## Prima della gara
Dopo aver fallito la qualificazione al Gran Premio d'Australia con entrambi i piloti, la Lola annuncia che non prenderà parte al Gran Premio del Brasile né al resto della stagione, anche a causa del ritiro dello sponsor principale, la MasterCard.

## Qualifiche

### Resoconto
Come in Australia tre settimane prima, Villeneuve conquista la pole position, con un vantaggio di quasi sei decimi sul secondo classificato, Michael Schumacher. Le qualifiche sono piuttosto combattute e, alle spalle del pilota della Ferrari, ben dieci piloti sono racchiusi nello spazio di un secondo. Terzo è Berger, seguito da Häkkinen, Panis, Alesi, Fisichella, protagonista di un violento incidente a metà sessione, il deludente Frentzen, Hill (riscattatosi dopo le disastrose prestazioni della Arrows nella gara di apertura) e Ralf Schumacher, che chiude la top ten. In difficoltà Coulthard e Irvine; il vincitore di Melbourne è solo dodicesimo, il ferrarista quattordicesimo.

### Risultati
| Pos | No | Pilota                | Costruttore         | Pneumatici | Tempo    | Distacco |
| --- | -- | --------------------- | ------------------- | ---------- | -------- | -------- |
| 1   | 3  | Jacques Villeneuve    | Williams - Renault  | G          | 1'16"004 |          |
| 2   | 5  | Michael Schumacher    | Ferrari             | G          | 1'16"594 | +0"590   |
| 3   | 8  | Gerhard Berger        | Benetton - Renault  | G          | 1'16"644 | +0"640   |
| 4   | 9  | Mika Häkkinen         | McLaren - Mercedes  | G          | 1'16"692 | +0"688   |
| 5   | 14 | Olivier Panis         | Prost - Mugen-Honda | B          | 1'16"756 | +0"752   |
| 6   | 7  | Jean Alesi            | Benetton - Renault  | G          | 1'16"757 | +0"753   |
| 7   | 12 | Giancarlo Fisichella  | Jordan - Peugeot    | G          | 1'16"912 | +0"908   |
| 8   | 4  | Heinz-Harald Frentzen | Williams - Renault  | G          | 1'16"971 | +0"967   |
| 9   | 1  | Damon Hill            | Arrows - Yamaha     | B          | 1'17"090 | +1"086   |
| 10  | 11 | Ralf Schumacher       | Jordan - Peugeot    | G          | 1'17"175 | +1"171   |
| 11  | 22 | Rubens Barrichello    | Stewart - Ford      | B          | 1'17"259 | +1"255   |
| 12  | 10 | David Coulthard       | McLaren - Mercedes  | G          | 1'17"262 | +1"258   |
| 13  | 16 | Johnny Herbert        | Sauber - Petronas   | G          | 1'17"409 | +1"405   |
| 14  | 6  | Eddie Irvine          | Ferrari             | G          | 1'17"527 | +1"523   |
| 15  | 15 | Shinji Nakano         | Prost - Mugen-Honda | B          | 1'17"999 | +1"995   |
| 16  | 2  | Pedro Diniz           | Arrows - Yamaha     | B          | 1'18"095 | +2"091   |
| 17  | 21 | Jarno Trulli          | Minardi - Hart      | B          | 1'18"336 | +2"332   |
| 18  | 20 | Ukyo Katayama         | Minardi - Hart      | B          | 1'18"557 | +2"553   |
| 19  | 17 | Nicola Larini         | Sauber - Petronas   | G          | 1'18"644 | +2"640   |
| 20  | 23 | Jan Magnussen         | Stewart - Ford      | B          | 1'18"773 | +2"769   |
| 21  | 18 | Jos Verstappen        | Tyrrell - Ford      | G          | 1'18"885 | +2"881   |
| 22  | 19 | Mika Salo             | Tyrrell - Ford      | G          | 1'19"274 | +3"270   |

## Gara

### Resoconto
Al via Michael Schumacher scatta meglio di Villeneuve, affiancandolo all'interno della prima curva, l'insidiosa esse di Senna; il pilota canadese tenta di resistere all'esterno, ma finisce per uscire di pista, rientrando in nona posizione. Dietro i primi due, però, si crea un grande scompiglio: Barrichello rimane fermo sulla griglia di partenza per un problema all'acceleratore, mentre alla prima curva ci sono diversi contatti, che coinvolgono Frentzen, Hill, Fisichella, Irvine, Herbert e Magnussen. La direzione gara decide di sospendere la gara, esponendo la bandiera rossa e organizzando una nuova procedura di partenza; Frentzen, Fisichella, Herbert, Irvine e Barrichello vi prendono parte col muletto, mentre Magnussen si ritira ancora prima di partire.
La seconda partenza si sviluppa in un modo simile alla prima, con Schumacher che scatta meglio di Villeneuve e prende la testa della gara; stavolta però il canadese non tenta di resistere al rivale, superandolo invece al termine del primo passaggio e involandosi al comando della corsa. Alle spalle dei primi due, Berger perde una posizione a favore di Häkkinen; la recupera al quarto giro, sopravanzando il pilota della McLaren e recuperando velocemente lo svantaggio su Schumacher. L'austriaco comincia quindi un duello con il pilota della Ferrari, sul quale ha la meglio al dodicesimo giro. A questo punto Berger inizia a girare con lo stesso ritmo di Villeneuve, distanziando gli inseguitori senza riuscire ad avvicinarsi al canadese. Si arriva così alla prima serie di pit stop; mentre le squadre dotate di pneumatici Goodyear ne hanno programmati due, quelle fornite dalla Bridgestone possono permettersi di effettuarne solo uno, grazie alla maggior durata delle coperture giapponesi.
Quella delle gomme è però l'unica variabile in una gara piuttosto lineare; Villeneuve e Berger continuano indisturbati la loro lotta per la prima posizione, con l'austriaco che dopo la seconda sosta si avvicina al rivale, ma non riesce mai a minacciarlo seriamente. Villeneuve coglie così la prima vittoria stagionale davanti a Berger; sul terzo gradino del podio sale Panis, abile a sfruttare il vantaggio datogli dalle Bridgestone montate sulla sua Prost. Chiudono la zona punti Häkkinen, Schumacher e Alesi, separati da appena un secondo sotto il traguardo. Dopo le difficili qualifiche, Frentzen chiude solo nono, precedendo Coulthard; addirittura sedicesimo Irvine, costretto a correre col muletto assettato per il compagno di squadra.

### Risultati
| Pos      | N. | Pilota                | Costruttore         | Pneumatici | Giri | Tempo/Ritiro                  | Partenza | Punti |
| -------- | -- | --------------------- | ------------------- | ---------- | ---- | ----------------------------- | -------- | ----- |
| 1        | 3  | Jacques Villeneuve    | Williams - Renault  | G          | 72   | 1h36'06"990                   | 1        | 10    |
| 2        | 8  | Gerhard Berger        | Benetton - Renault  | G          | 72   | +4"190                        | 3        | 6     |
| 3        | 14 | Olivier Panis         | Prost - Mugen-Honda | B          | 72   | +15"870                       | 5        | 4     |
| 4        | 9  | Mika Häkkinen         | McLaren - Mercedes  | G          | 72   | +33"033                       | 4        | 3     |
| 5        | 5  | Michael Schumacher    | Ferrari             | G          | 72   | +33"731                       | 2        | 2     |
| 6        | 7  | Jean Alesi            | Benetton - Renault  | G          | 72   | +34"020                       | 6        | 1     |
| 7        | 16 | Johnny Herbert        | Sauber - Petronas   | G          | 72   | +50"912                       | 13       |       |
| 8        | 12 | Giancarlo Fisichella  | Jordan - Peugeot    | G          | 72   | +1'00"639                     | 7        |       |
| 9        | 4  | Heinz-Harald Frentzen | Williams - Renault  | G          | 72   | +1'15"402                     | 8        |       |
| 10       | 10 | David Coulthard       | McLaren - Mercedes  | G          | 71   | +1 giro                       | 12       |       |
| 11       | 17 | Nicola Larini         | Sauber - Petronas   | G          | 71   | +1 giro                       | 19       |       |
| 12       | 14 | Jarno Trulli          | Minardi - Hart      | B          | 71   | +1 giro                       | 17       |       |
| 13       | 19 | Mika Salo             | Tyrrell - Ford      | G          | 71   | +1 giro                       | 22       |       |
| 14       | 15 | Shinji Nakano         | Prost - Mugen-Honda | B          | 71   | +1 giro                       | 15       |       |
| 15       | 18 | Jos Verstappen        | Tyrrell - Ford      | G          | 70   | +2 giri                       | 21       |       |
| 16       | 6  | Eddie Irvine          | Ferrari             | G          | 70   | +2 giri                       | 14       |       |
| 17       | 1  | Damon Hill            | Arrows - Yamaha     | B          | 68   | Motore                        | 9        |       |
| 18       | 20 | Ukyo Katayama         | Minardi - Hart      | B          | 67   | +5 giri                       | 18       |       |
| Ritirato | 11 | Ralf Schumacher       | Jordan - Peugeot    | G          | 52   | Elettronica                   | 10       |       |
| Ritirato | 22 | Rubens Barrichello    | Stewart - Ford      | B          | 16   | Sospensioni                   | 11       |       |
| Ritirato | 2  | Pedro Diniz           | Arrows - Yamaha     | B          | 15   | Sospensioni                   | 16       |       |
| Ritirato | 23 | Jan Magnussen         | Stewart - Ford      | B          | 0    | Incidente alla prima partenza | 20       |       |

## Classifiche

### Piloti
| Pos. | Pilota             | Punti |
| ---- | ------------------ | ----- |
| 1    | David Coulthard    | 10    |
| 1    | Jacques Villeneuve | 10    |
| 3    | Gerhard Berger     | 9     |
| 4    | Michael Schumacher | 8     |
| 5    | Mika Häkkinen      | 7     |
| 6    | Olivier Panis      | 6     |
| 7    | Nicola Larini      | 1     |
| 7    | Jean Alesi         | 1     |

### Costruttori
| Pos. | Team                | Punti |
| ---- | ------------------- | ----- |
| 1    | McLaren - Mercedes  | 17    |
| 2    | Williams - Renault  | 10    |
| 2    | Benetton - Renault  | 10    |
| 4    | Ferrari             | 8     |
| 5    | Prost - Mugen-Honda | 6     |
| 6    | Sauber - Petronas   | 1     |

## Fonti
- Sito di The Official Formula 1, su formula1.com. URL consultato il 23 febbraio 2008.
- Grandprix.com. URL consultato il 20 settembre 2009.